# 栃木県道70号宇都宮今市線
栃木県道70号宇都宮今市線（とちぎけんどう70ごう うつのみやいまいちせん）は、栃木県宇都宮市から日光市に至る県道（主要地方道）である。

## 概要
宇都宮市街地の桜通り十文字から北西に伸び、城山地区（旧城山村）中心部および大谷観音南方を経由して国道121号（日光例幣使街道）に合流、程なくして別れて長畑、日光市平ヶ崎の山間部を経由して日光市市街地（旧今市市）に至る。起点から国道293号が分かれる宇都宮市田野町交差点までの区間は宇都宮駅から来る関東自動車の路線バスが多数運行されており、かつては日光例幣使街道を越えて日光市（当時：今市市）長畑までのバスが運行されていた。
なお計画段階のJR日光線は、本県道のルートに近い宇都宮 - 駒生 - 荒針（現：大谷町） - 栃窪 - 古賀志 - 文挟 - 今市案も浮上していたが、実現しなかった。

### 路線データ
- 総延長：28.853 km[要出典]
- 実延長：27.831 km[要出典]
- 起点：栃木県宇都宮市桜5丁目（桜2丁目交差点＝国道119号・栃木県道2号宇都宮栃木線交点）
- 終点：栃木県日光市今市（春日町交差点＝国道119号・国道121号・国道352号交点）
- 認定：1977年（昭和52年）1月11日

## 歴史
- 1884年（明治17年） - 古賀志村（現・宇都宮市古賀志町）を通る区間が「宇都宮街道」として開通する[3]。
- 1889年（明治22年） - 県道宇都宮文挟線となる[4]。
- 1961年（昭和36年）4月1日 - 平ヶ崎文挟宇都宮線として認定される。[要出典]
- 1977年（昭和52年）1月11日 - 宇都宮今市線として再認定される。
- 1993年（平成5年）5月11日 - 建設省から、県道宇都宮今市線が宇都宮今市線として主要地方道に指定される[5]。

## 路線状況

### 別名
大谷街道
起点の桜2丁目交差点から大谷交差点までの区間。宇都宮市街地から大谷観音までを結ぶ道路であることから。
※大谷街道としての終点は、大谷交差点から栃木県道188号大谷観音線を進み大谷寺東。

### 重複区間
- 国道293号（宇都宮市・田野町東交差点 - 田野町交差点）
- 栃木県道149号小来川文挟石那田線（日光市岩崎 - 日光市小代）
- 国道121号・国道352号（日光市文挟町 地内）
- 国道121号（日光市平ヶ崎交差点 - 終点）

### 路線バス
- 関東自動車[6]

　駒生線
　宇都宮駅西口発のほかにも、瑞穂野団地・東汗・卸会館・本郷台西汗・上三川車庫・富士見ヶ丘団地・済生会病院・宇都宮グリーンタウン・今里・玉生・平出工業団地発の便もあるが、すべて県道70号を経由する。
宇都宮駅西口～東武駅前～桜通り～作新学院前～中丸公園前
　大谷・立岩線
　宇都宮駅西口～東武駅前～桜通り～作新学院前～大谷橋
　荒針・鹿沼線
　宇都宮駅西口～東武駅前～桜通り～作新学院前～大谷橋～田野町

## 地理

### 通過する自治体
- 宇都宮市
- 日光市

### 交差する道路

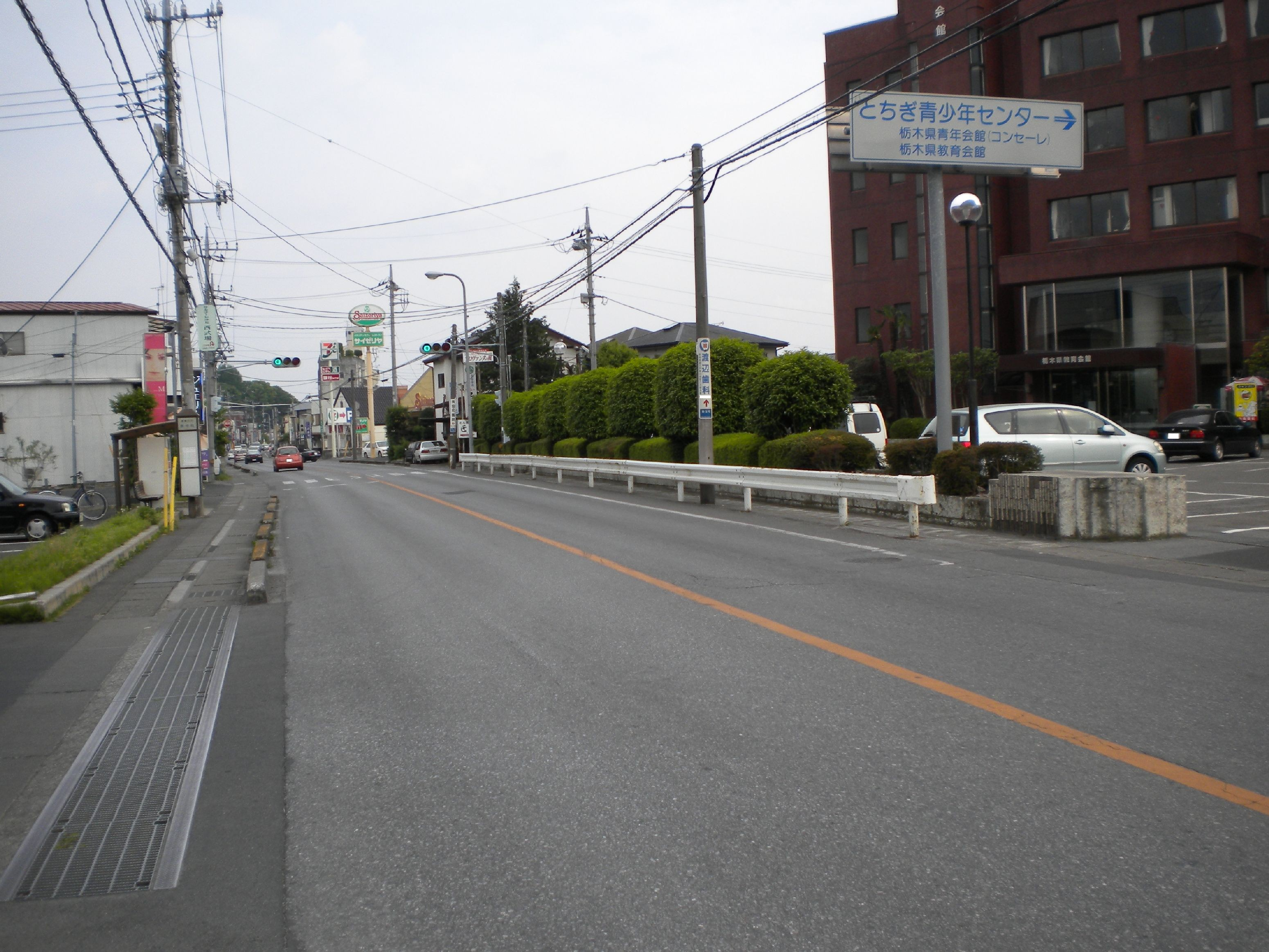
宇都宮市宝木町1丁目付近

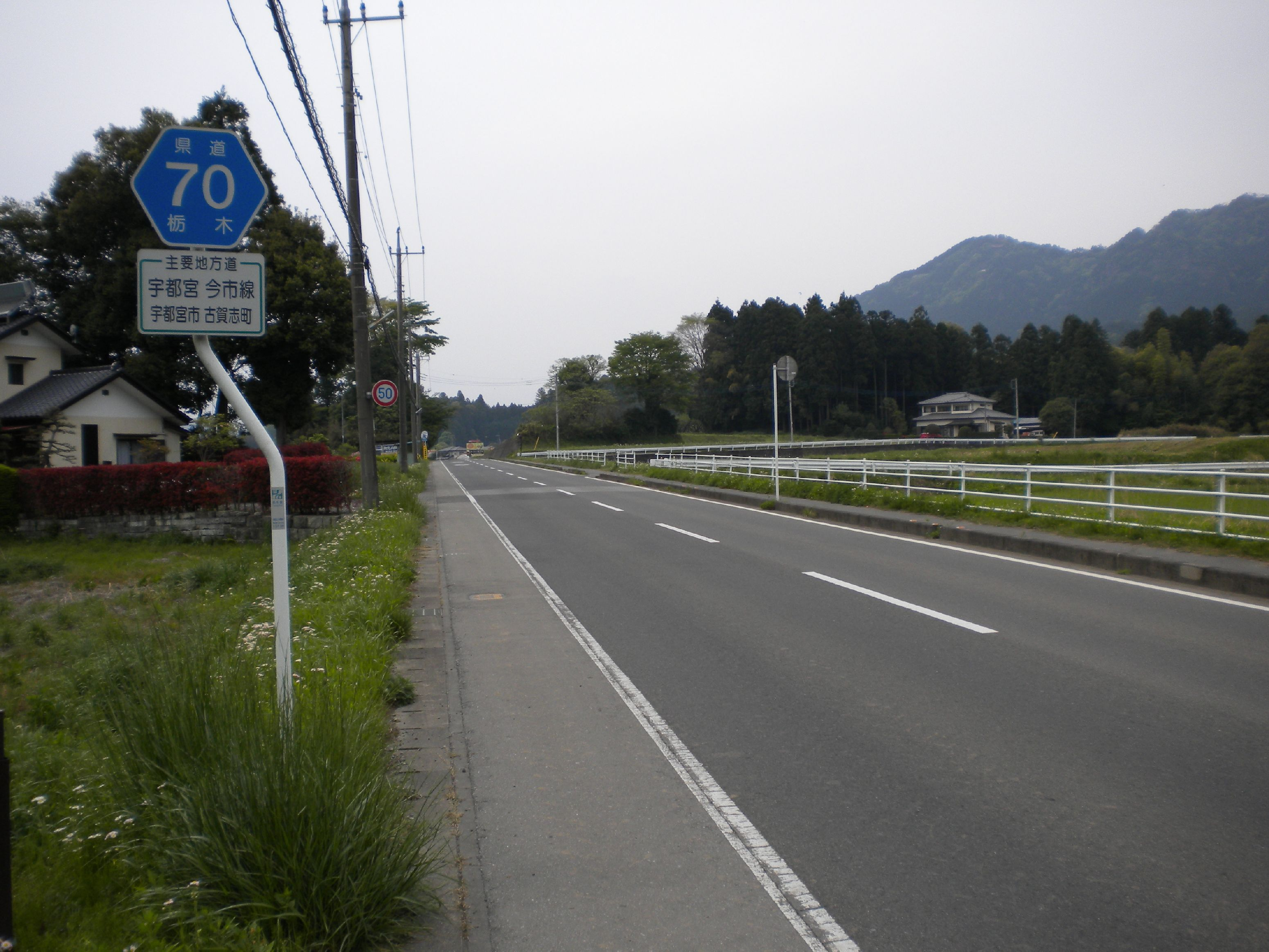
宇都宮市古賀志町付近

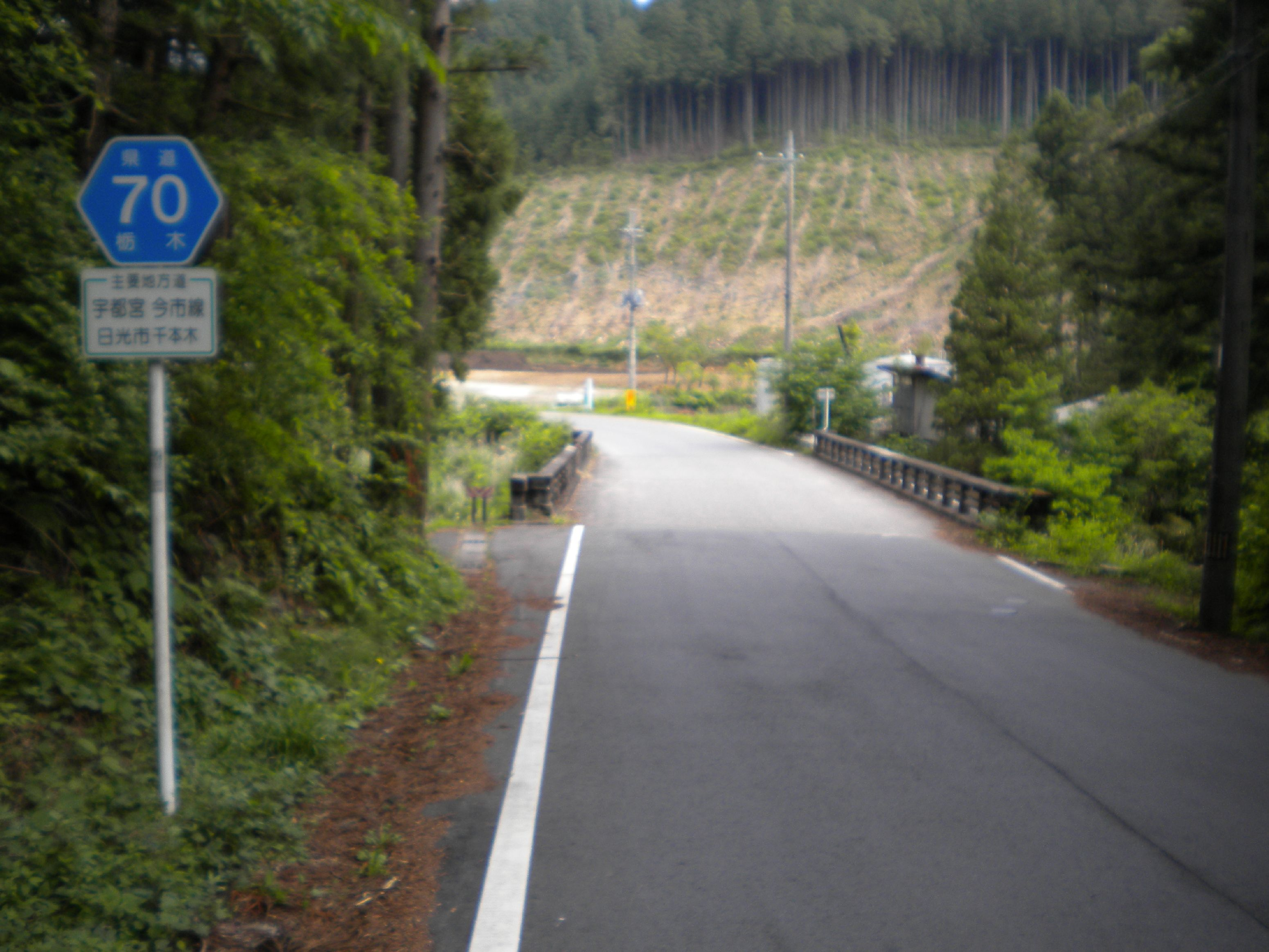
日光市千本木付近

- 国道119号・栃木県道2号宇都宮栃木線（起点）
- 栃木県道3号宇都宮亀和田栃木線（宇都宮市駒生町・立体交差）
- 栃木県道188号大谷観音線（宇都宮市大谷町・大谷交差点）
- 国道293号（宇都宮市・田野町東交差点）
- 国道293号（宇都宮市・田野町交差点）
- 栃木県道149号小来川文挟石那田線（日光市岩崎）
- 国道121号（国道352号 重複）（日光市文挟町）
- 国道121号（国道352号 重複）（日光市文挟町）
- 栃木県道149号小来川文挟石那田線（日光市小代）
- 栃木県道150号山久保平ケ崎線（日光市平ヶ崎）
- 日光宇都宮道路今市インターチェンジ・国道121号（日光市平ヶ崎交差点）
- 国道119号・国道121号（国道352号 重複）（終点）